# Melusina
(Dino Buzzati, Poema a fumetti)

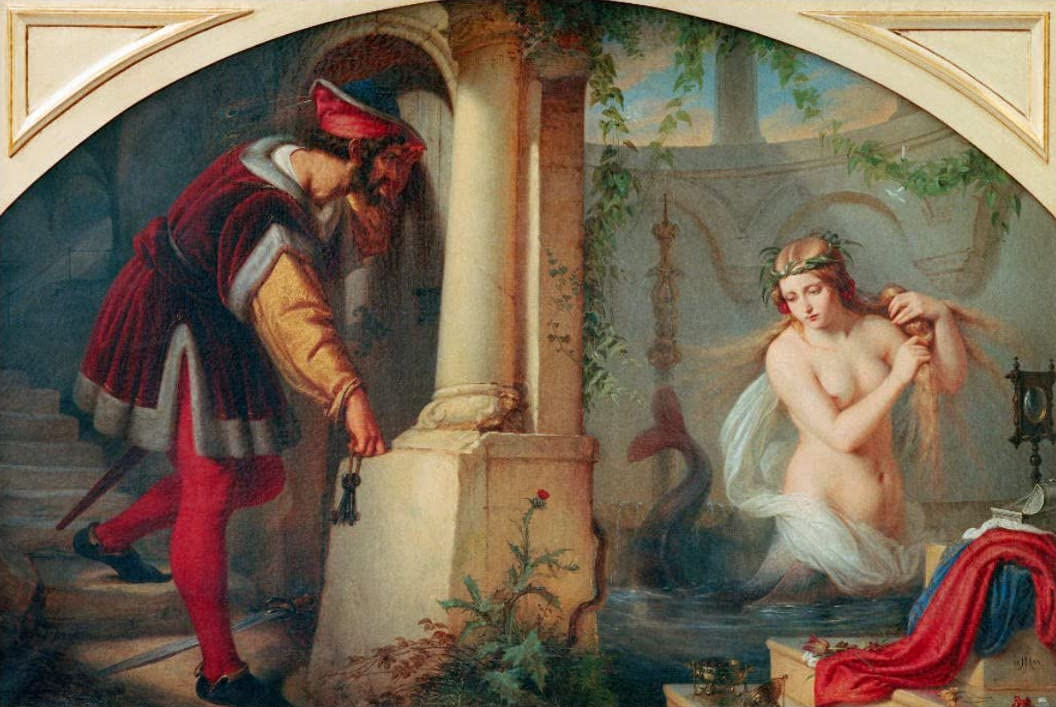
Melusina in un dipinto di Julius Hübner.

Melusina è la Fata-Sirena fondatrice della casata dei Lusignano, definita  "Nostra Signora di Lusignano".

## La leggenda

La melusina in un libro del 1456 di Thüring von Ringoltingen

Nella storia della Fata-Sirena, più fedelmente descritta nelle antiche tradizioni celtiche, si narra di un cavaliere di nome Raimondino che involontariamente uccide lo zio durante una parata di caccia e, disperato, trova rifugio presso una fonte d'acqua situata nelle profondità di un bosco; lì incontra tre splendide fanciulle, tra cui vi è proprio Melusina. Raimondino se ne innamora e le chiede di sposarlo. La ragazza accetta la proposta - poiché a sua volta affascinata dal cavaliere - ma a condizione che un giorno a settimana ella resti da sola nella sala da bagno ed esorta il futuro marito a non incontrarla mai in quel giorno.
Questo apparente tabù permette a Melusina di stare da sola con sé stessa nella sua completa essenza di Essere Magico e nel contempo permette al futuro marito di provare la lealtà alla promessa fatta.
Il matrimonio si rivela subito fonte di grandi benedizioni per Raimondino, che seguendo le sapienti indicazioni della moglie, risolve ogni disputa e appiana ogni problema che si presenta, e fonda quella che sarà conosciuta come "la casa dei Lusignano", ma questa felicità viene presto turbata dalle malevoli dicerie del fratello dell'uomo circa l'abitudine di Melusina di isolarsi un giorno a settimana.
Condizionato dai pensieri tendenziosi del fratello, Raimondino non resiste alla tentazione e si accinge a spiare la moglie sperando di coglierla in fallo. Ma quando si avvicina furtivamente alla stanza segreta dove vi è Melusina, egli rimane sgomento nel vedere che la moglie possiede dalla vita in giù una coda di pesce. Infatti, Melusina è un Fata appartenente alla razza delle Sirene.
Le conseguenze della slealtà di Raimondino verso la promessa fatta alla moglie, si rivelano tragiche: più tardi i due sposi hanno una lite e Raimondino chiama la moglie serpente. Melusina, capito tutto, non perdona la promessa infranta, e vola via senza esitazione, gettando Raimondino nella più vile disperazione.
Questo resoconto fa emergere la tipica debolezza umana di fronte a ciò che non si conosce. Invece di avvicinarsi maggiormente al mondo della moglie, fino a quel momento evidentemente sconosciuto, Raimondino mostra sentimenti di orrore, indignazione e paura, oltre ad aver messo in dubbio la fedeltà della moglie (che è stata sempre eccellente) preferisce credere piuttosto alla menzogna, spacciata da un individuo di discutibile attendibilità.
Le vicende della Fata-Sirena Melusina furono rivendicate legittimamente dai Lusignano, vantando la loro discendenza dalla donna, consolidata dall'opera "francesizzata" (e anche cristianizzata) dallo scrittore Jean d'Arras.
Le più antiche notizie sulla natura della Fata-Sirena Melusina risalgono al XII secolo. Possibili origini si trovano già in saghe pre-cristiane, greche, celtiche, così come nella cultura del Vicino Oriente. In qualità di leggenda storico-genealogica, risale alla famiglia Lusignano della regione francese di Poitou.
Nel corso del tempo i testi sono cambiati drasticamente. La Melusina, apparsa come Fata o Dea nei romanzi cortesi del Medioevo, divenne sempre più frequentemente progenitrice cristianizzata di alcune famiglie. In seguito, venne data più enfasi all'amore tragico. Fino al XX secolo Melusina fu popolare in alcune culture europee. Adattamenti del nome sono presenti in molte lingue europee. In seguito persero in parte la loro importanza.
Nel Folklore francese Melusine è una fata, ultima di tre gemelle. Il padre era il re d'Albania, mentre la madre era una fata. Quest'ultima aveva espressamente richiesto al marito di non entrare per nessun motivo nella stanza del parto finché lei stessa non avesse acconsentito. Poiché il marito le disubbidì, lei lo abbandonò portando con sé le figlie. Non contenta, Melusina condannò il padre per le sofferenze recate alla famiglia mandandolo in esilio all'interno di una montagna, ma la madre la punì trasformandola in metà donna e metà serpente.

## Influenze nella cultura di massa

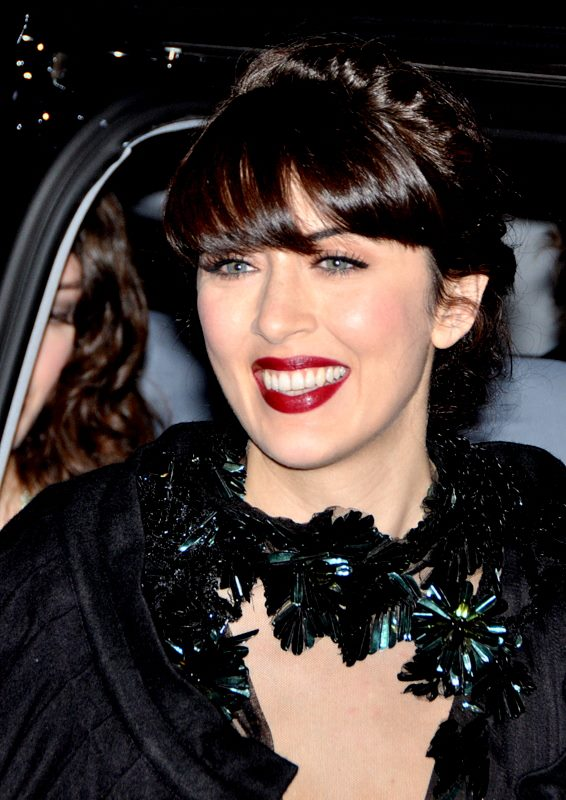
Nolwenn Leroy nel 2013

Nel romanzo Nadja di André Breton la protagonista Nadja rivela di sentirsi affine al personaggio di Melusina, al punto da "acconciarsi con 5 trecce e lasciarsi una stella in cima alla fronte". In tutto il romanzo, nei suoi disegni, Nadja si rappresenta come creatura per metà donna e per metà pesce.
Nella serie televisiva The White Queen, tratta dai romanzi di Philippa Gregory, la protagonista, la regina Elisabetta Woodville viene descritta come discendente della dea acquatica Melusina, pertanto in grado di manipolare il tempo e di scagliare incantesimi o anatemi.
Nel libro Notte di tempesta di Shannon Drake viene detto che la casata dei Plantageneti ebbe origine quando il conte Folco rimase incantato da una melusina che sembrava essere intoccata dal fuoco, egli la sposò, avendo da lei due figli, ma su insistenza dei prelati che avevano notato le stranezze della donna e la descrivevano come una figlia di Satana, la costrinsero ad assistere ad una messa completa. Durante la celebrazione la melusina tentò di fuggire senza riuscirci e le sacre recitazioni la fecero sparire, ma non prima che ricordasse ai presenti che i suoi figli avrebbero sempre portato nel sangue il carattere saturnino e violento.
Melusina è oggetto di studio da parte dei protagonisti del romanzo Possessione di Antonia Susan Byatt.
La casa editrice Meltemi ha intitolato a Melusine una sua collana.
La cantautrice francese Nolwenn Leroy le ha dedicato una canzone dal titolo Mélusine contenuta nell'album Histoires Naturelles del 2005.
Nel videogioco Genshin Impact le Melusine sono una razza umanoide civilizzata di ragazze-pesce diffusa in tutto il territorio di Fontaine, nazione rappresentante l'elemento Hydro ed ispirata alla Francia del periodo rinascimentale.

## Araldica
In araldica, la melusina (nome comune) è una figura chimerica ispirata alla fata Melusina, ed è una variante della sirena, da cui differisce solo per l'acqua del bagno: il mare ondoso della "sirena" è un tino da bagno per la "melusina". Alcuni autori danno il nome di melusina alla "sirena con la coda doppia".

D'argento, alla melusina di carnagione, capelluta d'azzurro, marinata di rosso, con lo specchio d'oro e il pettine dello stesso, nel tino di verde